# Paolo Lanaro
Paolo Lanaro (Schio, 1948) è uno scrittore italiano.

## Biografia
Paolo Lanaro è nato a Schio (Vi) nel 1948. 
Ha trascorso l’infanzia e l’adolescenza a Malo per poi trasferirsi a Vicenza dove vive da molti decenni. 
Laureato in Filosofia a Padova ha svolto l’attività di insegnante per 35 anni, come docente prima di materie letterarie e poi di filosofia. 
In gioventù è stato anche redattore della casa editrice Marsilio. 
Ha esordito nella poesia con L’anno del secco (Savelli, 1981) nella collana «Poesia e realtà», diretta da Roberto Roversi e Giancarlo Majorino. 
Nel 1989, per La Locusta ha pubblicato Il lavoro della malinconia (con una pref. di Fernando Bandini) per approdare poi, nel 1997, alle edizioni di Vanni Scheiwiller con Luce del pomeriggio e altre poesie. 
Sono seguiti: Giorni abitati, Ripostes, 2001; Diario con la lampada accesa, Edizioni del bradipo, 2005; Poesie dalla scala C, Edizioni l’Obliquo, 2011; Rubrica degli inverni, Marcos y Marcos, 2016; Le ore piccole, Il Ponte del sale, 2020. 
Nel 2023 per Ronzani ha dato alle stampe Un giorno dopo un altro, un’antologia dei suoi volumi pubblicati, con una postfazione di Massimo Raffaeli. 
Nel febbraio del 2024 è uscito per Apogeo editore, Versi spediti a una cassetta postale.
Numerose le collaborazioni con artisti: Silvio Lacasella, Pompeo Pianezzola, Alberto Rocco, Franco Guerzoni e soprattutto Rosario Morra, insieme al quale ha dato vita a numerose plaquettes illustrate. 
Nel 2008 per Galla editore ha pubblicato un volume di saggi su autori veneti e vicentini dal titolo In tondo e in corsivo, mentre con la casa editrice Cierre ha dato alle stampe tre memoir: Una tazza di polvere (2014), Contro i venti invisibili (2017), Ogni cosa che passa (2019). 
Con lo stesso editore sono apparsi anche La città delle parole (2015), una singolare storia della Vicenza letteraria, e Magazzino (2021), una raccolta di note diaristiche, aforismi, citazioni, accompagnata da una prefazione di Goffredo Fofi. 
Nel 2007 è stato ospite alla Summer School of Literary Translation presso l’Università di Norwich. 
È membro dell’Accademia Olimpica di Vicenza.

## Opere
Raccolte poetiche: 
- L’anno del secco (Savelli, 1981)
- Il lavoro della malinconia (La Locusta, 1989)
- Luce del pomeriggio e altre poesie (Scheiwiller, 1997)
- Giorni abitati (Ripostes, 2002)
- Diario con la lampada accesa (Edizioni del Bradipo, 2005)
- Poesie dalla scala C (L’Obliquo, 2011, finalista al premio Viareggio)
- Rubrica degli inverni (Marcos y Marcos, 2016, finalista al premio Viareggio)
- Le ore piccole (Il Ponte del sale, 2020)
- Un giorno dopo un altro (Ronzani, 2023)
- Versi spediti a una cassetta postale (Apogeo, 2024)

## Premi
Ha vinto il premio Contini Bonacossi, il premio Marazza, è stato finalista al premio Ugo Fasolo, al premio Diego Valeri, al premio Colli del Tronto, al premio Metauro.
| Controllo di autorità | VIAF (EN) 38636966 · ISNI (EN) 0000 0000 3569 6504 · SBN CFIV076178 · LCCN (EN) n96031351 · GND (DE) 1115145517 · BNF (FR) cb16921728h (data) |